# 343439 Kaukali
343439 Kaukali è un asteroide della fascia principale. Scoperto nel 2010, presenta un'orbita caratterizzata da un semiasse maggiore pari a 2,9639085 au e da un'eccentricità di 0,0188514, inclinata di 9,31671° rispetto all'eclittica.